# Hauptpostamt (Kempten)

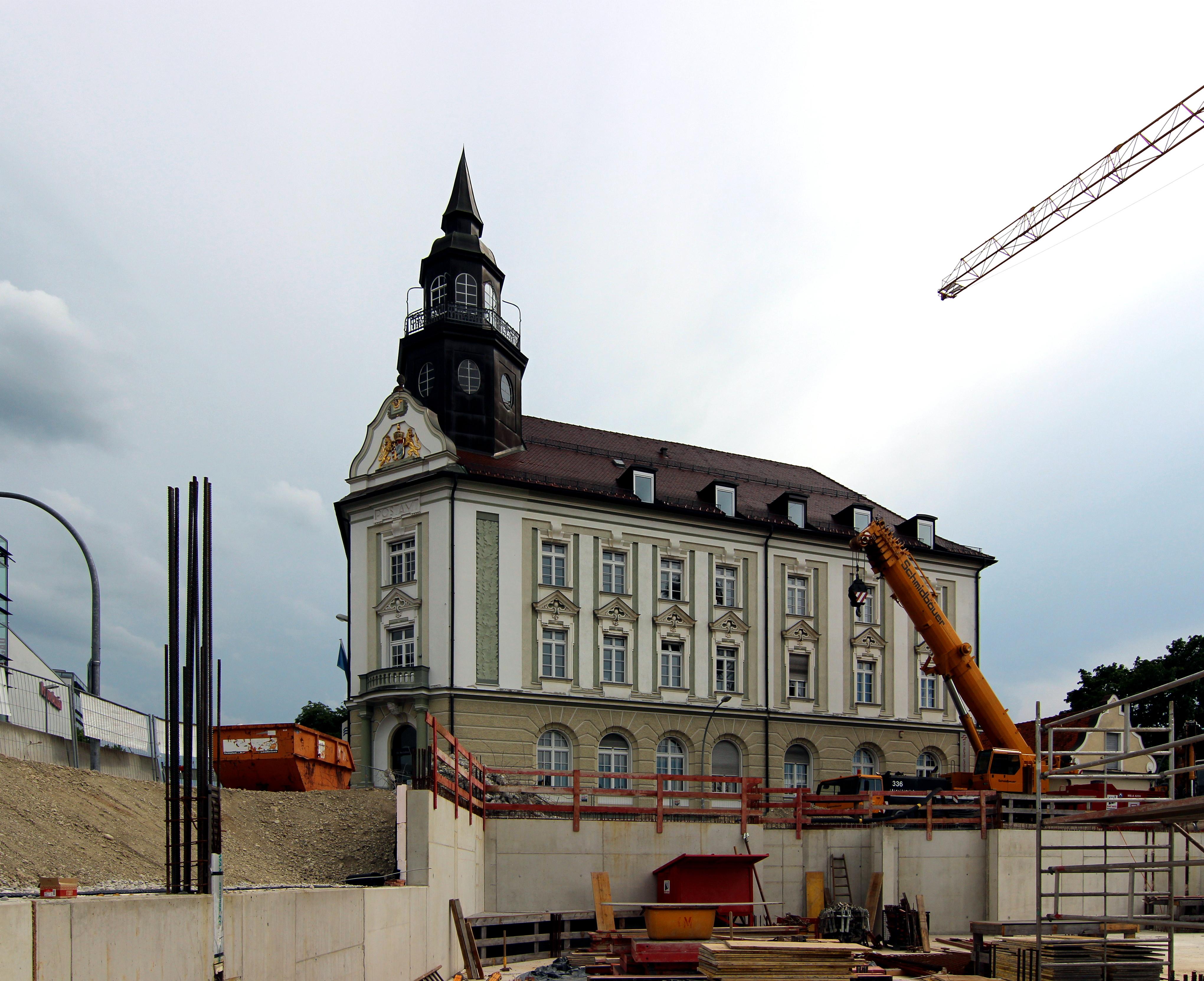
Ehemaliges Postamt in Kempten, heute Geschäftssitz der Sozialbau Kempten GmbH

Das ehemalige Hauptpostamt in der im Allgäu liegenden Stadt Kempten ist in der Liste der Baudenkmäler des Bayerischen Landesamts für Denkmalpflege eingetragen. Bei dem alten Postamt an der Allgäuer Straße 1 handelt es sich um einen typischen Bau der Bayerischen Staatspost mit neubarocken Elementen. Der Zweiflügelbau in Kempten hat eine üppige Fassadengliederung und Eckbetonungen und trägt an einem der Erker die Bezeichnung 1904.
Strategisch günstig gelegen war es, weil sich dort bis in das Jahr 1969 der Hauptbahnhof Kempten befand. Dieser wurde im Jahr 1969 zwei Kilometer südlich verlagert. Sämtliche Gebäude (Bahnhofshotel, Bahnhofsapotheke, Kino, Gaststätten), die einen deutlichen Bezug zum Bahnhof hatten, verloren bis zur Fertigstellung des Einkaufszentrums Forum Allgäu am 10. März 2003 an Bedeutung.
Nach dem Aushub der 18 Meter tiefen Baugrube für das August-Fischer-Haus an der Seite des ehemaligen Postamts bildeten sich lange Risse an der Fassade.